# Stazione di Coronella
La stazione di Coronella è una fermata ferroviaria posta sulla linea Padova-Bologna. Serve il centro abitato di Coronella, frazione del comune di Poggio Renatico.

## Storia
Il 22 ottobre 1985 la stazione fu teatro dell'incidente ferroviario di Coronella, in cui morirono 10 persone.

## Movimento
La fermata è servita da treni regionali svolti da Trenitalia Tper nell'ambito del contratto di servizio stipulato con la Regione Emilia-Romagna.
La fermata è interessata dai treni della linea S4A (Bologna Centrale - Ferrara) del servizio ferroviario metropolitano di Bologna.
A novembre 2019, la stazione risultava frequentata da un traffico giornaliero medio di circa 21 persone (9 saliti + 12 discesi).

## Servizi
La stazione è classificata da RFI nella categoria bronze.